# Microiontoforesis

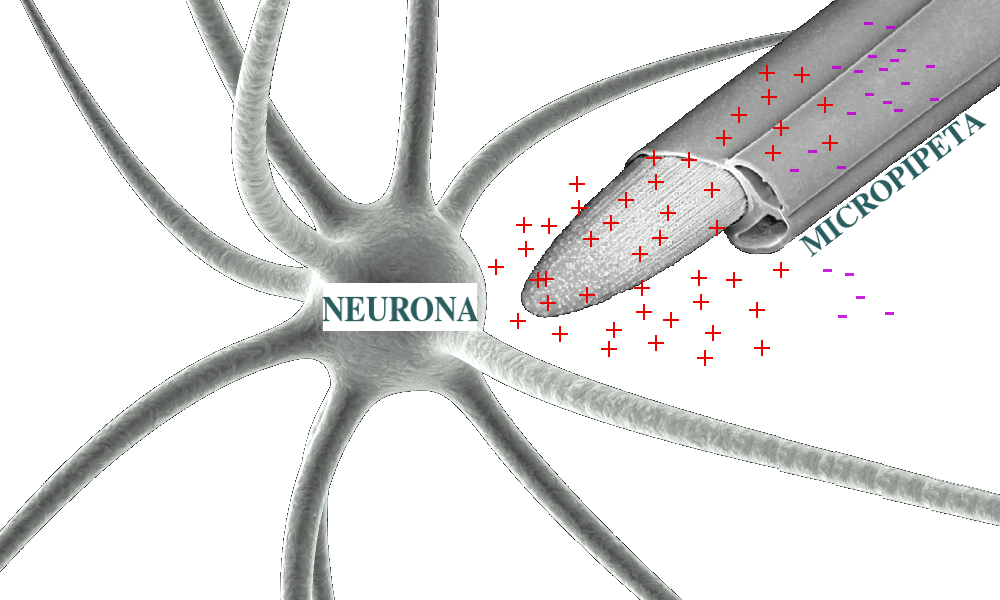
Micropipeta y iones tras polarización de electrodo de carbono.

La microiontoforesis es una técnica con la que los medicamentos y otras partículas ionizadas pueden expulsarse en cantidades muy pequeñas a partir de las soluciones contenidas en las micropipetas de vidrio. Esta expulsión se logra aplicando un voltaje a través de la micropipeta y causando que el electrodo se polarice. Las partículas ionizadas en solución migran en el campo aplicado y se expulsarán desde la punta a medida que transportan la corriente hacia el tejido. Esta técnica es ampliamente utilizada para determinar los efectos de diversas sustancias en los parámetros de activación de las neuronas y los músculos centrales y periféricos. Esta técnica se volvió muy popular al investigar el fenómeno de la transmisión sináptica en la unión neuromuscular durante la década de 1950.
El término microiontoforesis se deriva de una antigua palabra griega phoretikos, que se refiere a la producción o inducción del movimiento, en el sentido de trasladarse.
Una técnica apropiada para el estudio de la farmacología sináptica se realizó por primera vez en 1953 y luego fue desarrollada por en 1955, y consistió esencialmente en el método microiontoforético actual, es decir, el movimiento de partículas cargadas producidas por una corriente eléctrica restringida a una micropipeta con un diámetro de punta del orden de 1 μm. Por lo tanto, se usaron soluciones de cloruro de acetilcolina, y al pasar una corriente adecuada a esta solución, los iones de acetilcolina podrían ser expulsados desde el orificio de 1 μm a un área correspondientemente localizada de la membrana subsináptica en la unión neuromuscular. Más tarde, Curtis y sus colegas adoptaron esta técnica para estudiar el sistema nervioso central de los mamíferos. Sin embargo, los experimentos de Curtis y colaboradores implicaron una importante modificación del método original, ya que este grupo utilizó micropipetas multi barril. En la producción de estas, tubos de longitudes variadas se fusionan entre sí y luego se estiran para producir una única punta colectiva, pero cada barril posee su propio orificio.
Cada barril de un conjunto de micropipeta que se utilizará para la inyección del fármaco se llena con una solución del compuesto ionizado y la solución se conecta a la máquina de iontoforesis mediante un cable adecuado, que está en contacto con las soluciones del fármaco. El establecimiento de una diferencia de potencial entre la solución del medicamento y el medio que rodea la punta del cilindro provocará el movimiento de iones a través de la solución y hacia afuera de la punta de la pipeta. Una ventaja principal del método microiontoforético es que es posible examinar los efectos de los fármacos en neuronas individuales in vivo sin afectar al sistema nervioso completo ni ninguna otra respuesta fisiológica, como la que puede ocurrir cuando los medicamentos se administran sistémicamente.
Si se aplica un voltaje a una solución, los iones y las moléculas cargadas migrarán hacia y desde la fuente del campo eléctrico impuesto dependiendo del signo de su carga neta. Este fenómeno es el principio fundamental de la microiontoforesis: las partículas cargadas deseadas son expulsadas de la boca de un barril de un conjunto multipipeta cargando adecuadamente el interior de ese barril.

## Aplicaciones
El mayor número de estudios actuales se han ocupado del sistema nervioso central. Estos estudios han proporcionado información sobre: 
1. la sensibilidad cualitativa de las neuronas a supuestos neurotransmisores y drogas;
2. estimaciones cuantitativas de variaciones y sensibilidad en diferentes regiones del SNC o de diferentes tipos de células y las lesiones, o la administración de medicamentos;
3. la farmacología de los receptores transmisores;
4. los efectos del modificador de los efectos del transmisor putativo (sustancias antagonistas o potenciadoras) en la transmisión sináptica; y
5. los mecanismos y conductancias iónicas subyacentes a los efectos de los transmisores.[7]

En resumen parcial, la microiontoforesis puede simular la transmisión sináptica mediante la administración reproducible de neurotransmisores y neuropéptidos a las neuronas.